# Na-Goyah
Na-Goyah (rodno ime Barend Zevenbergen) je nizozemski producent i DJ.
Barend je započeo s djelatnošću u 13. godini života. Nadahnut je breakbeat, hip hop i house glazbom. Njegovi prvi DJ nastupi zapanjili su oduševljenu publiku u Rotterdam Clubu. U jednom od tih nastupa, Barend se susreo Tim B-om i DJ Akirom. Već je Barend, nadahnut Neophyteom, producirao brojne demosnimke na vlastitom Amiga računalu.
Nakon što je DJ Robu puštao svoje demosnimke u "Coolman Recordsu", DJ Rob je primijetio nešto posebno u ovom mladom producentu u usponu. Uskoro poslije ovoga, Barend je objavio svoju prvu ploču 4 O’ Clock pod nadimkom "DJ Profound" u izdavačkoj kući "Rave Tracks". Nadahnut uspjehom svog prvog izdanja, Barend je producirao izdanje The Coalition Part II u "Coolman Recordsu", i poslije toga je producirao Darkness Intensity na "Coolman Specialsu". U ovoj fazi Barend je nastanjeni DJ u klubu "Hardcore", i objavljivao je mnogo raznolikih izdanja u pojedinim izdavačkim kućama.

## Vanjske poveznice
- Službena stranica  Arhivirana inačica izvorne stranice od 18. prosinca 2021. (Wayback Machine)
- MySpace stranica
- Diskografija
- Na-Goyah na Hyvesu
- Na-Goyah na Partyflocku